# Калциев карбонат
Калциевият карбонат е химично съединение с формула CaCO3. Среща се в големи количества по целия свят в скалите и е градивно вещество за черупките на различни водни животни, на охлювите и на яйцата.
При температура 900 – 1000 градуса Целзий, калциевият карбонат се разлага до въглероден диоксид и калциев оксид. Процесът е обратим и ендотермичен. Методът е в основата на промишленото получаване на негасена вар (калциев оксид).
При редукция на калциев оксид с въглерод, при нагряване, се получава карбид.
Като сол на много слаба киселина (въглеродна киселина) със силна основа (калциев дихидроксид) калциевият карбонат реагира дори и със слаби киселини с отделяне на калциева сол и въглероден диоксид. Затова някои от препаратите за почистване на бани, кухни, както и за котлен камък съдържат например оцетна киселина или лимонена киселина.
Калциевият карбонат е много слабо разтворим във вода. При наличието обаче на въглероден диоксид във водата се образува калциев дихидрогенкарбонат Ca(HCO3)2, който е доста по-разтворим. По този начин калциевият карбонат (варовика) от скалите се измива на места и повишава твърдостта на водата. На места, където съдържанието на въглероден диоксид във водата се намали по един или друг начин, варовикът изкристализира отново. Така се образуват например сталактитите и сталагмитите в пещерите, а също и котленият камък. Разтваря се лесно в мазнини.
Големи залежи от калциев карбонат се образуват там, където има или е имало големи водни басейни (езера, морета, океани). Поради ниската си разтворимост той се утаява по-рано от повечето други минерали във водния басейн. При комбинирани находища варовикът обикновено образува най-долния слой (заедно с доломита), като по-горните слоеве са по-разтворимите минерали (хлориди, сулфати и др.). При навлизане на варовика по-дълбоко в земната кора, под действието на по-високи налягания, той се превръща във мрамор. Калциевият карбонат е бял или безцветен, но естествените карбонатни утаечни скали са оцветени в сиво, кафяво, оттенъци на розовия цвят и др. поради наличието на примеси от други минерали.
Калциевият карбонат (варовик, мушелкалк, врачански камък, мрамор и др.), обработен в подходящи форма и размери, се използва широко като облицовъчен материал за сгради, за скулптури, паметници и др. Минералът се добива в големи количества като суровина за строителството. От него чрез изпичане се получават негасена и гасена вар. Той е също така една от съставките при получаването на цимента. Варовикът е и едно от изходните вещества за получаването на сода по метода на Солвей. Калциевият карбонат се използва и като тор в селското стопанство, при кисели почви, тъй като неутрализира киселините (с образуване на въглероден диоксид и съответната калциева сол).

## Минерали
Калциевият карбонат се среща под формата на  минерали, като:
- Арагонит
- Варовик
- Калцит
- Мрамор
- Креда
- Травертин